# Etapa Departamental de Huánuco 2015
La Etapa Departamental de Huánuco 2015 o Liga Departamental de Huánuco 2015 será la edición número 49 de la competición futbolística Huanuqueña. 
El torneo otorga al cuadro campeón y subcampeón cupos para Copa Perú en su Etapa Nacional - Primera Fase.

## Participantes
Los participantes son el campeón y subcampeón de nueve de las once Provincias de Huánuco y el campeón y subcampeón de la Provincia de Tocache.
| Provincia     | Club                 | Condición             | Estadio                |
| ------------- | -------------------- | --------------------- | ---------------------- |
| Ambo          | Alianza Ayancocha    | Campeón Provincial    | Municipal de Ambo      |
| Ambo          | Real FC              | Subcampeón Provincial | Municipal de Ambo      |
| Dos de Mayo   | Deportivo Hospital   |                       | Municipal de Pachas    |
| Dos de Mayo   | Alejandro Villanueva |                       | De Ripán               |
| Huacaybamba   | San Pedro            |                       | De Agupampa            |
| Huacaybamba   | San Andrés           |                       | De Huacaybamba         |
| Huamalíes     | Real Espino          |                       | Municipal de Cachicoto |
| Huamalíes     | Cadech de Chinchay   |                       | De Chavín de Pariarca  |
| Huánuco       | Cultural Tarapacá    | Campeón Provincial    | Heraclio Tapia         |
| Huánuco       | Los Ángeles          | Subcampeón Provincial | Heraclio Tapia         |
| Leoncio Prado | Unión Cayumba        |                       | De la UNAS             |
| Leoncio Prado | Mariano Santos       |                       | De la UNAS             |
| Marañón       | La Morada            |                       | La Morada              |
| Marañón       | Real Sociedad        |                       | Municipal de Yanacanja |
| Pachitea      | La Punta de Umari    |                       | De Panao               |
| Pachitea      | Alianza Chaglla      |                       | De Panao               |
| Yarowilca     | Atlético Tashga      |                       | Heraclio Tapia         |
| Yarowilca     | Santa Rosa Ayapiteg  |                       | De la Unheval          |
| Tocache       | Sport Boys           |                       | De Tocache             |
| Tocache       | Nuevo Horizonte      |                       | De Tananta             |
| Lauricocha    | ---                  | Sin Participantes     | ---                    |
| Puerto Inca   | ---                  | Sin Participantes     | ---                    |

## Primera Fase
Llaves eliminatorias de partidos de ida y vuelta, se valida la regla del gol de visitante.
| Los Ángeles - Alianza Ayancocha | Los Ángeles - Alianza Ayancocha | Los Ángeles - Alianza Ayancocha | Los Ángeles - Alianza Ayancocha | Los Ángeles - Alianza Ayancocha | Los Ángeles - Alianza Ayancocha | Los Ángeles - Alianza Ayancocha | Los Ángeles - Alianza Ayancocha | Los Ángeles - Alianza Ayancocha | Los Ángeles - Alianza Ayancocha | Los Ángeles - Alianza Ayancocha | Los Ángeles - Alianza Ayancocha |     |     |     |     |     |     |     |     |     |     |     |     |     |     |     |     |     |     |     |     |     |     |     |     |     |     |     |     |
| Local                           | Resultado                       | Visitante                       | Estadio                         | Fecha                           | Hora                            |                                 |                                 |                                 |                                 |                                 |                                 |     |     |     |     |     |     |     |     |     |     |     |     |     |     |     |     |     |     |     |     |     |     |     |     |     |     |     |     |
| Ida                             | Ida                             | Ida                             | Ida                             | Ida                             | Ida                             | Ida                             | Ida                             | Ida                             | Ida                             | Ida                             | Ida                             | Ida | Ida | Ida | Ida | Ida | Ida | Ida | Ida | Ida | Ida | Ida | Ida | Ida | Ida | Ida | Ida | Ida | Ida | Ida | Ida | Ida | Ida | Ida | Ida | Ida | Ida | Ida | Ida |
| ------------------------------- | ------------------------------- | ------------------------------- | ------------------------------- | ------------------------------- | ------------------------------- | ------------------------------- | ------------------------------- | ------------------------------- | ------------------------------- | ------------------------------- | ------------------------------- | --- | --- | --- | --- | --- | --- | --- | --- | --- | --- | --- | --- | --- | --- | --- | --- | --- | --- | --- | --- | --- | --- | --- | --- | --- | --- | --- | --- |
| Los Ángeles                     | 1 - 2                           | Alianza Ayancocha               | Heraclio Tapia                  | 12 de julio                     | 10:30                           |                                 |                                 |                                 |                                 |                                 |                                 |     |     |     |     |     |     |     |     |     |     |     |     |     |     |     |     |     |     |     |     |     |     |     |     |     |     |     |     |
| Vuelta                          |                                 |                                 |                                 |                                 |                                 |                                 |                                 |                                 |                                 |                                 |                                 |     |     |     |     |     |     |     |     |     |     |     |     |     |     |     |     |     |     |     |     |     |     |     |     |     |     |     |     |
| Alianza Ayancocha               | 0 - 1                           | Los Ángeles                     | Municipal de Ambo               | 19 de julio                     | 15:30                           |                                 |                                 |                                 |                                 |                                 |                                 |     |     |     |     |     |     |     |     |     |     |     |     |     |     |     |     |     |     |     |     |     |     |     |     |     |     |     |     |
| Clasifica: Alianza Ayancocha    |                                 |                                 |                                 |                                 |                                 |                                 |                                 |                                 |                                 |                                 |                                 |     |     |     |     |     |     |     |     |     |     |     |     |     |     |     |     |     |     |     |     |     |     |     |     |     |     |     |     |

| Atlético Tashga - Cadech de Chinchay | Atlético Tashga - Cadech de Chinchay | Atlético Tashga - Cadech de Chinchay | Atlético Tashga - Cadech de Chinchay | Atlético Tashga - Cadech de Chinchay | Atlético Tashga - Cadech de Chinchay | Atlético Tashga - Cadech de Chinchay | Atlético Tashga - Cadech de Chinchay | Atlético Tashga - Cadech de Chinchay | Atlético Tashga - Cadech de Chinchay | Atlético Tashga - Cadech de Chinchay | Atlético Tashga - Cadech de Chinchay |     |     |     |     |     |     |     |     |     |     |     |     |     |     |     |     |     |     |     |     |     |     |     |     |     |     |     |     |
| Local                                | Resultado                            | Visitante                            | Estadio                              | Fecha                                | Hora                                 |                                      |                                      |                                      |                                      |                                      |                                      |     |     |     |     |     |     |     |     |     |     |     |     |     |     |     |     |     |     |     |     |     |     |     |     |     |     |     |     |
| Ida                                  | Ida                                  | Ida                                  | Ida                                  | Ida                                  | Ida                                  | Ida                                  | Ida                                  | Ida                                  | Ida                                  | Ida                                  | Ida                                  | Ida | Ida | Ida | Ida | Ida | Ida | Ida | Ida | Ida | Ida | Ida | Ida | Ida | Ida | Ida | Ida | Ida | Ida | Ida | Ida | Ida | Ida | Ida | Ida | Ida | Ida | Ida | Ida |
| ------------------------------------ | ------------------------------------ | ------------------------------------ | ------------------------------------ | ------------------------------------ | ------------------------------------ | ------------------------------------ | ------------------------------------ | ------------------------------------ | ------------------------------------ | ------------------------------------ | ------------------------------------ | --- | --- | --- | --- | --- | --- | --- | --- | --- | --- | --- | --- | --- | --- | --- | --- | --- | --- | --- | --- | --- | --- | --- | --- | --- | --- | --- | --- |
| Atlético Tashga                      | 1 - 1                                | Cadech de Chinchay                   | Heraclio Tapia                       | 12 de julio                          | 15:30                                |                                      |                                      |                                      |                                      |                                      |                                      |     |     |     |     |     |     |     |     |     |     |     |     |     |     |     |     |     |     |     |     |     |     |     |     |     |     |     |     |
| Vuelta                               |                                      |                                      |                                      |                                      |                                      |                                      |                                      |                                      |                                      |                                      |                                      |     |     |     |     |     |     |     |     |     |     |     |     |     |     |     |     |     |     |     |     |     |     |     |     |     |     |     |     |
| Cadech de Chinchay                   | 0 - 0                                | Atlético Tashga                      | De Chavín de Pariarca                | 12 de julio                          | 14:00                                |                                      |                                      |                                      |                                      |                                      |                                      |     |     |     |     |     |     |     |     |     |     |     |     |     |     |     |     |     |     |     |     |     |     |     |     |     |     |     |     |
| Clasifica: Cadech de Chinchay        |                                      |                                      |                                      |                                      |                                      |                                      |                                      |                                      |                                      |                                      |                                      |     |     |     |     |     |     |     |     |     |     |     |     |     |     |     |     |     |     |     |     |     |     |     |     |     |     |     |     |

| Real FC - Cultural Tarapacá  | Real FC - Cultural Tarapacá | Real FC - Cultural Tarapacá | Real FC - Cultural Tarapacá | Real FC - Cultural Tarapacá | Real FC - Cultural Tarapacá | Real FC - Cultural Tarapacá | Real FC - Cultural Tarapacá | Real FC - Cultural Tarapacá | Real FC - Cultural Tarapacá | Real FC - Cultural Tarapacá | Real FC - Cultural Tarapacá |     |     |     |     |     |     |     |     |     |     |     |     |     |     |     |     |     |     |     |     |     |     |     |     |     |     |     |     |
| Local                        | Resultado                   | Visitante                   | Estadio                     | Fecha                       | Hora                        |                             |                             |                             |                             |                             |                             |     |     |     |     |     |     |     |     |     |     |     |     |     |     |     |     |     |     |     |     |     |     |     |     |     |     |     |     |
| Ida                          | Ida                         | Ida                         | Ida                         | Ida                         | Ida                         | Ida                         | Ida                         | Ida                         | Ida                         | Ida                         | Ida                         | Ida | Ida | Ida | Ida | Ida | Ida | Ida | Ida | Ida | Ida | Ida | Ida | Ida | Ida | Ida | Ida | Ida | Ida | Ida | Ida | Ida | Ida | Ida | Ida | Ida | Ida | Ida | Ida |
| ---------------------------- | --------------------------- | --------------------------- | --------------------------- | --------------------------- | --------------------------- | --------------------------- | --------------------------- | --------------------------- | --------------------------- | --------------------------- | --------------------------- | --- | --- | --- | --- | --- | --- | --- | --- | --- | --- | --- | --- | --- | --- | --- | --- | --- | --- | --- | --- | --- | --- | --- | --- | --- | --- | --- | --- |
| Real FC                      | 1 - 2                       | Cultural Tarapacá           | Municipal de Ambo           | 12 de julio                 | 10:30                       |                             |                             |                             |                             |                             |                             |     |     |     |     |     |     |     |     |     |     |     |     |     |     |     |     |     |     |     |     |     |     |     |     |     |     |     |     |
| Vuelta                       |                             |                             |                             |                             |                             |                             |                             |                             |                             |                             |                             |     |     |     |     |     |     |     |     |     |     |     |     |     |     |     |     |     |     |     |     |     |     |     |     |     |     |     |     |
| Cultural Tarapacá            | 3 - 2                       | Real FC                     | De la Unheval               | 18 de julio                 | 15:00                       |                             |                             |                             |                             |                             |                             |     |     |     |     |     |     |     |     |     |     |     |     |     |     |     |     |     |     |     |     |     |     |     |     |     |     |     |     |
| Clasifica: Cultural Tarapacá |                             |                             |                             |                             |                             |                             |                             |                             |                             |                             |                             |     |     |     |     |     |     |     |     |     |     |     |     |     |     |     |     |     |     |     |     |     |     |     |     |     |     |     |     |

| Unión Cayumba - La Punta de Humari | Unión Cayumba - La Punta de Humari | Unión Cayumba - La Punta de Humari | Unión Cayumba - La Punta de Humari | Unión Cayumba - La Punta de Humari | Unión Cayumba - La Punta de Humari | Unión Cayumba - La Punta de Humari | Unión Cayumba - La Punta de Humari | Unión Cayumba - La Punta de Humari | Unión Cayumba - La Punta de Humari | Unión Cayumba - La Punta de Humari | Unión Cayumba - La Punta de Humari |     |     |     |     |     |     |     |     |     |     |     |     |     |     |     |     |     |     |     |     |     |     |     |     |     |     |     |     |
| Local                              | Resultado                          | Visitante                          | Estadio                            | Fecha                              | Hora                               |                                    |                                    |                                    |                                    |                                    |                                    |     |     |     |     |     |     |     |     |     |     |     |     |     |     |     |     |     |     |     |     |     |     |     |     |     |     |     |     |
| Ida                                | Ida                                | Ida                                | Ida                                | Ida                                | Ida                                | Ida                                | Ida                                | Ida                                | Ida                                | Ida                                | Ida                                | Ida | Ida | Ida | Ida | Ida | Ida | Ida | Ida | Ida | Ida | Ida | Ida | Ida | Ida | Ida | Ida | Ida | Ida | Ida | Ida | Ida | Ida | Ida | Ida | Ida | Ida | Ida | Ida |
| ---------------------------------- | ---------------------------------- | ---------------------------------- | ---------------------------------- | ---------------------------------- | ---------------------------------- | ---------------------------------- | ---------------------------------- | ---------------------------------- | ---------------------------------- | ---------------------------------- | ---------------------------------- | --- | --- | --- | --- | --- | --- | --- | --- | --- | --- | --- | --- | --- | --- | --- | --- | --- | --- | --- | --- | --- | --- | --- | --- | --- | --- | --- | --- |
| Unión Cayumba                      | 0 - 0                              | La Punta de Humari                 | CD de la UNAS                      | 12 de julio                        | 15:00                              |                                    |                                    |                                    |                                    |                                    |                                    |     |     |     |     |     |     |     |     |     |     |     |     |     |     |     |     |     |     |     |     |     |     |     |     |     |     |     |     |
| Vuelta                             |                                    |                                    |                                    |                                    |                                    |                                    |                                    |                                    |                                    |                                    |                                    |     |     |     |     |     |     |     |     |     |     |     |     |     |     |     |     |     |     |     |     |     |     |     |     |     |     |     |     |
| La Punta de Humari                 | 0 - 2                              | Unión Cayumba                      | Municipal de Panao                 | 19 de julio                        | 15:00                              |                                    |                                    |                                    |                                    |                                    |                                    |     |     |     |     |     |     |     |     |     |     |     |     |     |     |     |     |     |     |     |     |     |     |     |     |     |     |     |     |
| Clasifica: Unión Cayumba           |                                    |                                    |                                    |                                    |                                    |                                    |                                    |                                    |                                    |                                    |                                    |     |     |     |     |     |     |     |     |     |     |     |     |     |     |     |     |     |     |     |     |     |     |     |     |     |     |     |     |

| Alianza Chaglla - Mariano Santos | Alianza Chaglla - Mariano Santos | Alianza Chaglla - Mariano Santos | Alianza Chaglla - Mariano Santos | Alianza Chaglla - Mariano Santos | Alianza Chaglla - Mariano Santos | Alianza Chaglla - Mariano Santos | Alianza Chaglla - Mariano Santos | Alianza Chaglla - Mariano Santos | Alianza Chaglla - Mariano Santos | Alianza Chaglla - Mariano Santos | Alianza Chaglla - Mariano Santos |     |     |     |     |     |     |     |     |     |     |     |     |     |     |     |     |     |     |     |     |     |     |     |     |     |     |     |     |
| Local                            | Resultado                        | Visitante                        | Estadio                          | Fecha                            | Hora                             |                                  |                                  |                                  |                                  |                                  |                                  |     |     |     |     |     |     |     |     |     |     |     |     |     |     |     |     |     |     |     |     |     |     |     |     |     |     |     |     |
| Ida                              | Ida                              | Ida                              | Ida                              | Ida                              | Ida                              | Ida                              | Ida                              | Ida                              | Ida                              | Ida                              | Ida                              | Ida | Ida | Ida | Ida | Ida | Ida | Ida | Ida | Ida | Ida | Ida | Ida | Ida | Ida | Ida | Ida | Ida | Ida | Ida | Ida | Ida | Ida | Ida | Ida | Ida | Ida | Ida | Ida |
| -------------------------------- | -------------------------------- | -------------------------------- | -------------------------------- | -------------------------------- | -------------------------------- | -------------------------------- | -------------------------------- | -------------------------------- | -------------------------------- | -------------------------------- | -------------------------------- | --- | --- | --- | --- | --- | --- | --- | --- | --- | --- | --- | --- | --- | --- | --- | --- | --- | --- | --- | --- | --- | --- | --- | --- | --- | --- | --- | --- |
| Alianza Chaglla                  | 1 - 4                            | Mariano Santos                   | Municipal de Panao               | 12 de julio                      | 15:00                            |                                  |                                  |                                  |                                  |                                  |                                  |     |     |     |     |     |     |     |     |     |     |     |     |     |     |     |     |     |     |     |     |     |     |     |     |     |     |     |     |
| Vuelta                           |                                  |                                  |                                  |                                  |                                  |                                  |                                  |                                  |                                  |                                  |                                  |     |     |     |     |     |     |     |     |     |     |     |     |     |     |     |     |     |     |     |     |     |     |     |     |     |     |     |     |
| Mariano Santos                   | 9 - 1                            | Alianza Chaglla                  | De la UNAS                       | 19 de julio                      | 15:00                            |                                  |                                  |                                  |                                  |                                  |                                  |     |     |     |     |     |     |     |     |     |     |     |     |     |     |     |     |     |     |     |     |     |     |     |     |     |     |     |     |
| Clasifica: Mariano Santos        |                                  |                                  |                                  |                                  |                                  |                                  |                                  |                                  |                                  |                                  |                                  |     |     |     |     |     |     |     |     |     |     |     |     |     |     |     |     |     |     |     |     |     |     |     |     |     |     |     |     |

| Deportivo Hospital - San Andrés | Deportivo Hospital - San Andrés | Deportivo Hospital - San Andrés | Deportivo Hospital - San Andrés | Deportivo Hospital - San Andrés | Deportivo Hospital - San Andrés | Deportivo Hospital - San Andrés | Deportivo Hospital - San Andrés | Deportivo Hospital - San Andrés | Deportivo Hospital - San Andrés | Deportivo Hospital - San Andrés | Deportivo Hospital - San Andrés |     |     |     |     |     |     |     |     |     |     |     |     |     |     |     |     |     |     |     |     |     |     |     |     |     |     |     |     |
| Local                           | Resultado                       | Visitante                       | Estadio                         | Fecha                           | Hora                            |                                 |                                 |                                 |                                 |                                 |                                 |     |     |     |     |     |     |     |     |     |     |     |     |     |     |     |     |     |     |     |     |     |     |     |     |     |     |     |     |
| Ida                             | Ida                             | Ida                             | Ida                             | Ida                             | Ida                             | Ida                             | Ida                             | Ida                             | Ida                             | Ida                             | Ida                             | Ida | Ida | Ida | Ida | Ida | Ida | Ida | Ida | Ida | Ida | Ida | Ida | Ida | Ida | Ida | Ida | Ida | Ida | Ida | Ida | Ida | Ida | Ida | Ida | Ida | Ida | Ida | Ida |
| ------------------------------- | ------------------------------- | ------------------------------- | ------------------------------- | ------------------------------- | ------------------------------- | ------------------------------- | ------------------------------- | ------------------------------- | ------------------------------- | ------------------------------- | ------------------------------- | --- | --- | --- | --- | --- | --- | --- | --- | --- | --- | --- | --- | --- | --- | --- | --- | --- | --- | --- | --- | --- | --- | --- | --- | --- | --- | --- | --- |
| Deportivo Hospital              | 3 - 0                           | San Andrés                      | Municipal de Pachas             | 12 de julio                     | 15:00                           |                                 |                                 |                                 |                                 |                                 |                                 |     |     |     |     |     |     |     |     |     |     |     |     |     |     |     |     |     |     |     |     |     |     |     |     |     |     |     |     |
| Vuelta                          |                                 |                                 |                                 |                                 |                                 |                                 |                                 |                                 |                                 |                                 |                                 |     |     |     |     |     |     |     |     |     |     |     |     |     |     |     |     |     |     |     |     |     |     |     |     |     |     |     |     |
| San Andrés                      | 4 - 0                           | Deportivo Hospital              | De Huacaybamba                  | 19 de julio                     | 15:00                           |                                 |                                 |                                 |                                 |                                 |                                 |     |     |     |     |     |     |     |     |     |     |     |     |     |     |     |     |     |     |     |     |     |     |     |     |     |     |     |     |
| Clasifica: San Andrés           |                                 |                                 |                                 |                                 |                                 |                                 |                                 |                                 |                                 |                                 |                                 |     |     |     |     |     |     |     |     |     |     |     |     |     |     |     |     |     |     |     |     |     |     |     |     |     |     |     |     |

| San Pedro - Alejandro Villanueva | San Pedro - Alejandro Villanueva | San Pedro - Alejandro Villanueva | San Pedro - Alejandro Villanueva | San Pedro - Alejandro Villanueva | San Pedro - Alejandro Villanueva | San Pedro - Alejandro Villanueva | San Pedro - Alejandro Villanueva | San Pedro - Alejandro Villanueva | San Pedro - Alejandro Villanueva | San Pedro - Alejandro Villanueva | San Pedro - Alejandro Villanueva |     |     |     |     |     |     |     |     |     |     |     |     |     |     |     |     |     |     |     |     |     |     |     |     |     |     |     |     |
| Local                            | Resultado                        | Visitante                        | Estadio                          | Fecha                            | Hora                             |                                  |                                  |                                  |                                  |                                  |                                  |     |     |     |     |     |     |     |     |     |     |     |     |     |     |     |     |     |     |     |     |     |     |     |     |     |     |     |     |
| Ida                              | Ida                              | Ida                              | Ida                              | Ida                              | Ida                              | Ida                              | Ida                              | Ida                              | Ida                              | Ida                              | Ida                              | Ida | Ida | Ida | Ida | Ida | Ida | Ida | Ida | Ida | Ida | Ida | Ida | Ida | Ida | Ida | Ida | Ida | Ida | Ida | Ida | Ida | Ida | Ida | Ida | Ida | Ida | Ida | Ida |
| -------------------------------- | -------------------------------- | -------------------------------- | -------------------------------- | -------------------------------- | -------------------------------- | -------------------------------- | -------------------------------- | -------------------------------- | -------------------------------- | -------------------------------- | -------------------------------- | --- | --- | --- | --- | --- | --- | --- | --- | --- | --- | --- | --- | --- | --- | --- | --- | --- | --- | --- | --- | --- | --- | --- | --- | --- | --- | --- | --- |
| San Pedro                        | 1 - 1                            | Alejandro Villanueva             | De Huacaybamba                   | 12 de julio                      | 15:30                            |                                  |                                  |                                  |                                  |                                  |                                  |     |     |     |     |     |     |     |     |     |     |     |     |     |     |     |     |     |     |     |     |     |     |     |     |     |     |     |     |
| Vuelta                           |                                  |                                  |                                  |                                  |                                  |                                  |                                  |                                  |                                  |                                  |                                  |     |     |     |     |     |     |     |     |     |     |     |     |     |     |     |     |     |     |     |     |     |     |     |     |     |     |     |     |
| Alejandro Villanueva             | 2 - 4                            | San Pedro                        | De Ripán                         | 19 de julio                      | 15:00                            |                                  |                                  |                                  |                                  |                                  |                                  |     |     |     |     |     |     |     |     |     |     |     |     |     |     |     |     |     |     |     |     |     |     |     |     |     |     |     |     |
| Clasifica: San Pedro             |                                  |                                  |                                  |                                  |                                  |                                  |                                  |                                  |                                  |                                  |                                  |     |     |     |     |     |     |     |     |     |     |     |     |     |     |     |     |     |     |     |     |     |     |     |     |     |     |     |     |

| Nuevo Horizonte - La Morada | Nuevo Horizonte - La Morada | Nuevo Horizonte - La Morada | Nuevo Horizonte - La Morada | Nuevo Horizonte - La Morada | Nuevo Horizonte - La Morada | Nuevo Horizonte - La Morada | Nuevo Horizonte - La Morada | Nuevo Horizonte - La Morada | Nuevo Horizonte - La Morada | Nuevo Horizonte - La Morada | Nuevo Horizonte - La Morada |     |     |     |     |     |     |     |     |     |     |     |     |     |     |     |     |     |     |     |     |     |     |     |     |     |     |     |     |
| Local                       | Resultado                   | Visitante                   | Estadio                     | Fecha                       | Hora                        |                             |                             |                             |                             |                             |                             |     |     |     |     |     |     |     |     |     |     |     |     |     |     |     |     |     |     |     |     |     |     |     |     |     |     |     |     |
| Ida                         | Ida                         | Ida                         | Ida                         | Ida                         | Ida                         | Ida                         | Ida                         | Ida                         | Ida                         | Ida                         | Ida                         | Ida | Ida | Ida | Ida | Ida | Ida | Ida | Ida | Ida | Ida | Ida | Ida | Ida | Ida | Ida | Ida | Ida | Ida | Ida | Ida | Ida | Ida | Ida | Ida | Ida | Ida | Ida | Ida |
| --------------------------- | --------------------------- | --------------------------- | --------------------------- | --------------------------- | --------------------------- | --------------------------- | --------------------------- | --------------------------- | --------------------------- | --------------------------- | --------------------------- | --- | --- | --- | --- | --- | --- | --- | --- | --- | --- | --- | --- | --- | --- | --- | --- | --- | --- | --- | --- | --- | --- | --- | --- | --- | --- | --- | --- |
| Nuevo Horizonte             | 4 - 1                       | La Morada                   | Municipal de Tocache        | 12 de julio                 | 15:00                       |                             |                             |                             |                             |                             |                             |     |     |     |     |     |     |     |     |     |     |     |     |     |     |     |     |     |     |     |     |     |     |     |     |     |     |     |     |
| Vuelta                      |                             |                             |                             |                             |                             |                             |                             |                             |                             |                             |                             |     |     |     |     |     |     |     |     |     |     |     |     |     |     |     |     |     |     |     |     |     |     |     |     |     |     |     |     |
| La Morada                   | 2 - 1                       | Nuevo Horizonte             | La Morada                   | 19 de julio                 | 15:00                       |                             |                             |                             |                             |                             |                             |     |     |     |     |     |     |     |     |     |     |     |     |     |     |     |     |     |     |     |     |     |     |     |     |     |     |     |     |
| Clasifica: Nuevo Horizonte  |                             |                             |                             |                             |                             |                             |                             |                             |                             |                             |                             |     |     |     |     |     |     |     |     |     |     |     |     |     |     |     |     |     |     |     |     |     |     |     |     |     |     |     |     |

| Real Sociedad - Sport Boys | Real Sociedad - Sport Boys | Real Sociedad - Sport Boys | Real Sociedad - Sport Boys | Real Sociedad - Sport Boys | Real Sociedad - Sport Boys | Real Sociedad - Sport Boys | Real Sociedad - Sport Boys | Real Sociedad - Sport Boys | Real Sociedad - Sport Boys | Real Sociedad - Sport Boys | Real Sociedad - Sport Boys |     |     |     |     |     |     |     |     |     |     |     |     |     |     |     |     |     |     |     |     |     |     |     |     |     |     |     |     |
| Local                      | Resultado                  | Visitante                  | Estadio                    | Fecha                      | Hora                       |                            |                            |                            |                            |                            |                            |     |     |     |     |     |     |     |     |     |     |     |     |     |     |     |     |     |     |     |     |     |     |     |     |     |     |     |     |
| Ida                        | Ida                        | Ida                        | Ida                        | Ida                        | Ida                        | Ida                        | Ida                        | Ida                        | Ida                        | Ida                        | Ida                        | Ida | Ida | Ida | Ida | Ida | Ida | Ida | Ida | Ida | Ida | Ida | Ida | Ida | Ida | Ida | Ida | Ida | Ida | Ida | Ida | Ida | Ida | Ida | Ida | Ida | Ida | Ida | Ida |
| -------------------------- | -------------------------- | -------------------------- | -------------------------- | -------------------------- | -------------------------- | -------------------------- | -------------------------- | -------------------------- | -------------------------- | -------------------------- | -------------------------- | --- | --- | --- | --- | --- | --- | --- | --- | --- | --- | --- | --- | --- | --- | --- | --- | --- | --- | --- | --- | --- | --- | --- | --- | --- | --- | --- | --- |
| Real Sociedad              | 3 - 4                      | Sport Boys                 | Municipal de Yanacanja     | 12 de julio                | 15:00                      |                            |                            |                            |                            |                            |                            |     |     |     |     |     |     |     |     |     |     |     |     |     |     |     |     |     |     |     |     |     |     |     |     |     |     |     |     |
| Vuelta                     |                            |                            |                            |                            |                            |                            |                            |                            |                            |                            |                            |     |     |     |     |     |     |     |     |     |     |     |     |     |     |     |     |     |     |     |     |     |     |     |     |     |     |     |     |
| Sport Boys                 | 2 - 2                      | Real Sociedad              | De Tocache                 | 19 de julio                | 15:00                      |                            |                            |                            |                            |                            |                            |     |     |     |     |     |     |     |     |     |     |     |     |     |     |     |     |     |     |     |     |     |     |     |     |     |     |     |     |
| Clasifica: Sport Boys      |                            |                            |                            |                            |                            |                            |                            |                            |                            |                            |                            |     |     |     |     |     |     |     |     |     |     |     |     |     |     |     |     |     |     |     |     |     |     |     |     |     |     |     |     |

| Real Espino - Santa Rosa Ayapiteg | Real Espino - Santa Rosa Ayapiteg | Real Espino - Santa Rosa Ayapiteg | Real Espino - Santa Rosa Ayapiteg | Real Espino - Santa Rosa Ayapiteg | Real Espino - Santa Rosa Ayapiteg | Real Espino - Santa Rosa Ayapiteg | Real Espino - Santa Rosa Ayapiteg | Real Espino - Santa Rosa Ayapiteg | Real Espino - Santa Rosa Ayapiteg | Real Espino - Santa Rosa Ayapiteg | Real Espino - Santa Rosa Ayapiteg |     |     |     |     |     |     |     |     |     |     |     |     |     |     |     |     |     |     |     |     |     |     |     |     |     |     |     |     |
| Local                             | Resultado                         | Visitante                         | Estadio                           | Fecha                             | Hora                              |                                   |                                   |                                   |                                   |                                   |                                   |     |     |     |     |     |     |     |     |     |     |     |     |     |     |     |     |     |     |     |     |     |     |     |     |     |     |     |     |
| Ida                               | Ida                               | Ida                               | Ida                               | Ida                               | Ida                               | Ida                               | Ida                               | Ida                               | Ida                               | Ida                               | Ida                               | Ida | Ida | Ida | Ida | Ida | Ida | Ida | Ida | Ida | Ida | Ida | Ida | Ida | Ida | Ida | Ida | Ida | Ida | Ida | Ida | Ida | Ida | Ida | Ida | Ida | Ida | Ida | Ida |
| --------------------------------- | --------------------------------- | --------------------------------- | --------------------------------- | --------------------------------- | --------------------------------- | --------------------------------- | --------------------------------- | --------------------------------- | --------------------------------- | --------------------------------- | --------------------------------- | --- | --- | --- | --- | --- | --- | --- | --- | --- | --- | --- | --- | --- | --- | --- | --- | --- | --- | --- | --- | --- | --- | --- | --- | --- | --- | --- | --- |
| Real Espino                       | 9 - 0                             | Santa Rosa Ayapiteg               | Municipal de Cachicoto            | 12 de julio                       | 15:00                             |                                   |                                   |                                   |                                   |                                   |                                   |     |     |     |     |     |     |     |     |     |     |     |     |     |     |     |     |     |     |     |     |     |     |     |     |     |     |     |     |
| Vuelta                            |                                   |                                   |                                   |                                   |                                   |                                   |                                   |                                   |                                   |                                   |                                   |     |     |     |     |     |     |     |     |     |     |     |     |     |     |     |     |     |     |     |     |     |     |     |     |     |     |     |     |
| Santa Rosa Ayapiteg               | 0 - 8                             | Real Espino                       | De la Unheval                     | 19 de julio                       | 10:00                             |                                   |                                   |                                   |                                   |                                   |                                   |     |     |     |     |     |     |     |     |     |     |     |     |     |     |     |     |     |     |     |     |     |     |     |     |     |     |     |     |
| Clasifica: Real Espino            |                                   |                                   |                                   |                                   |                                   |                                   |                                   |                                   |                                   |                                   |                                   |     |     |     |     |     |     |     |     |     |     |     |     |     |     |     |     |     |     |     |     |     |     |     |     |     |     |     |     |

## Segunda Fase
Llaves de eliminación directa sobre la base de dos partidos (ida y vuelta).

### Clasificados
Los vencedores de las llaves de Primera Fase.
| Provincia     | Club               | Estadio                |
| ------------- | ------------------ | ---------------------- |
| Ambo          | Alianza Ayancocha  | Municipal de Ambo      |
| Huamalíes     | Cadech de Chinchay | De Chavín de Pariarca  |
| Huánuco       | Cultural Tarapacá  | Heraclio Tapia         |
| Leoncio Prado | Unión Cayumba      | De la UNAS             |
| Leoncio Prado | Mariano Santos     | De la UNAS             |
| Huacaybamba   | San Andrés         | De Huacaybamba         |
| Huacaybamba   | San Pedro          | De Agupampa            |
| Tocache       | Nuevo Horizonte    | De Tananta             |
| Tocache       | Sport Boys         | De Tocache             |
| Huamalíes     | Real Espino        | Municipal de Cachicoto |

| San Pedro - Mariano Santos | San Pedro - Mariano Santos | San Pedro - Mariano Santos | San Pedro - Mariano Santos | San Pedro - Mariano Santos | San Pedro - Mariano Santos | San Pedro - Mariano Santos | San Pedro - Mariano Santos | San Pedro - Mariano Santos | San Pedro - Mariano Santos | San Pedro - Mariano Santos | San Pedro - Mariano Santos |     |     |     |     |     |     |     |     |     |     |     |     |     |     |     |     |     |     |     |     |     |     |     |     |     |     |     |     |
| Local                      | Resultado                  | Visitante                  | Estadio                    | Fecha                      | Hora                       |                            |                            |                            |                            |                            |                            |     |     |     |     |     |     |     |     |     |     |     |     |     |     |     |     |     |     |     |     |     |     |     |     |     |     |     |     |
| Ida                        | Ida                        | Ida                        | Ida                        | Ida                        | Ida                        | Ida                        | Ida                        | Ida                        | Ida                        | Ida                        | Ida                        | Ida | Ida | Ida | Ida | Ida | Ida | Ida | Ida | Ida | Ida | Ida | Ida | Ida | Ida | Ida | Ida | Ida | Ida | Ida | Ida | Ida | Ida | Ida | Ida | Ida | Ida | Ida | Ida |
| -------------------------- | -------------------------- | -------------------------- | -------------------------- | -------------------------- | -------------------------- | -------------------------- | -------------------------- | -------------------------- | -------------------------- | -------------------------- | -------------------------- | --- | --- | --- | --- | --- | --- | --- | --- | --- | --- | --- | --- | --- | --- | --- | --- | --- | --- | --- | --- | --- | --- | --- | --- | --- | --- | --- | --- |
| San Pedro                  | 2 - 4                      | Mariano Santos             | Municipal de Agupampa      | 26 de julio                | 15:00                      |                            |                            |                            |                            |                            |                            |     |     |     |     |     |     |     |     |     |     |     |     |     |     |     |     |     |     |     |     |     |     |     |     |     |     |     |     |
| Vuelta                     |                            |                            |                            |                            |                            |                            |                            |                            |                            |                            |                            |     |     |     |     |     |     |     |     |     |     |     |     |     |     |     |     |     |     |     |     |     |     |     |     |     |     |     |     |
| Mariano Santos             | 4 - 0                      | San Pedro                  | De la UNAS                 | 2 de agosto                | 15:00                      |                            |                            |                            |                            |                            |                            |     |     |     |     |     |     |     |     |     |     |     |     |     |     |     |     |     |     |     |     |     |     |     |     |     |     |     |     |
| Clasifica: Mariano Santos  |                            |                            |                            |                            |                            |                            |                            |                            |                            |                            |                            |     |     |     |     |     |     |     |     |     |     |     |     |     |     |     |     |     |     |     |     |     |     |     |     |     |     |     |     |

| Cadech de Chinchay - San Andrés | Cadech de Chinchay - San Andrés | Cadech de Chinchay - San Andrés | Cadech de Chinchay - San Andrés | Cadech de Chinchay - San Andrés | Cadech de Chinchay - San Andrés | Cadech de Chinchay - San Andrés | Cadech de Chinchay - San Andrés | Cadech de Chinchay - San Andrés | Cadech de Chinchay - San Andrés | Cadech de Chinchay - San Andrés | Cadech de Chinchay - San Andrés |     |     |     |     |     |     |     |     |     |     |     |     |     |     |     |     |     |     |     |     |     |     |     |     |     |     |     |     |
| Local                           | Resultado                       | Visitante                       | Estadio                         | Fecha                           | Hora                            |                                 |                                 |                                 |                                 |                                 |                                 |     |     |     |     |     |     |     |     |     |     |     |     |     |     |     |     |     |     |     |     |     |     |     |     |     |     |     |     |
| Ida                             | Ida                             | Ida                             | Ida                             | Ida                             | Ida                             | Ida                             | Ida                             | Ida                             | Ida                             | Ida                             | Ida                             | Ida | Ida | Ida | Ida | Ida | Ida | Ida | Ida | Ida | Ida | Ida | Ida | Ida | Ida | Ida | Ida | Ida | Ida | Ida | Ida | Ida | Ida | Ida | Ida | Ida | Ida | Ida | Ida |
| ------------------------------- | ------------------------------- | ------------------------------- | ------------------------------- | ------------------------------- | ------------------------------- | ------------------------------- | ------------------------------- | ------------------------------- | ------------------------------- | ------------------------------- | ------------------------------- | --- | --- | --- | --- | --- | --- | --- | --- | --- | --- | --- | --- | --- | --- | --- | --- | --- | --- | --- | --- | --- | --- | --- | --- | --- | --- | --- | --- |
| Cadech de Chinchay              | 5 - 0                           | San Andrés                      | De Chavín de Pariarca           | 26 de julio                     | 15:00                           |                                 |                                 |                                 |                                 |                                 |                                 |     |     |     |     |     |     |     |     |     |     |     |     |     |     |     |     |     |     |     |     |     |     |     |     |     |     |     |     |
| Vuelta                          |                                 |                                 |                                 |                                 |                                 |                                 |                                 |                                 |                                 |                                 |                                 |     |     |     |     |     |     |     |     |     |     |     |     |     |     |     |     |     |     |     |     |     |     |     |     |     |     |     |     |
| San Andrés                      | 1 - 2                           | Cadech de Chinchay              | De Huacaybamba                  | 2 de agosto                     | 15:00                           |                                 |                                 |                                 |                                 |                                 |                                 |     |     |     |     |     |     |     |     |     |     |     |     |     |     |     |     |     |     |     |     |     |     |     |     |     |     |     |     |
| Clasifica: Cadech de Chinchay   |                                 |                                 |                                 |                                 |                                 |                                 |                                 |                                 |                                 |                                 |                                 |     |     |     |     |     |     |     |     |     |     |     |     |     |     |     |     |     |     |     |     |     |     |     |     |     |     |     |     |

| Sport Boys - Unión Cayumba | Sport Boys - Unión Cayumba | Sport Boys - Unión Cayumba | Sport Boys - Unión Cayumba | Sport Boys - Unión Cayumba | Sport Boys - Unión Cayumba | Sport Boys - Unión Cayumba | Sport Boys - Unión Cayumba | Sport Boys - Unión Cayumba | Sport Boys - Unión Cayumba | Sport Boys - Unión Cayumba | Sport Boys - Unión Cayumba |     |     |     |     |     |     |     |     |     |     |     |     |     |     |     |     |     |     |     |     |     |     |     |     |     |     |     |     |
| Local                      | Resultado                  | Visitante                  | Estadio                    | Fecha                      | Hora                       |                            |                            |                            |                            |                            |                            |     |     |     |     |     |     |     |     |     |     |     |     |     |     |     |     |     |     |     |     |     |     |     |     |     |     |     |     |
| Ida                        | Ida                        | Ida                        | Ida                        | Ida                        | Ida                        | Ida                        | Ida                        | Ida                        | Ida                        | Ida                        | Ida                        | Ida | Ida | Ida | Ida | Ida | Ida | Ida | Ida | Ida | Ida | Ida | Ida | Ida | Ida | Ida | Ida | Ida | Ida | Ida | Ida | Ida | Ida | Ida | Ida | Ida | Ida | Ida | Ida |
| -------------------------- | -------------------------- | -------------------------- | -------------------------- | -------------------------- | -------------------------- | -------------------------- | -------------------------- | -------------------------- | -------------------------- | -------------------------- | -------------------------- | --- | --- | --- | --- | --- | --- | --- | --- | --- | --- | --- | --- | --- | --- | --- | --- | --- | --- | --- | --- | --- | --- | --- | --- | --- | --- | --- | --- |
| Sport Boys                 | 0 - 1                      | Unión Cayumba              | De Tocache                 | 26 de julio                | 15:00                      |                            |                            |                            |                            |                            |                            |     |     |     |     |     |     |     |     |     |     |     |     |     |     |     |     |     |     |     |     |     |     |     |     |     |     |     |     |
| Vuelta                     |                            |                            |                            |                            |                            |                            |                            |                            |                            |                            |                            |     |     |     |     |     |     |     |     |     |     |     |     |     |     |     |     |     |     |     |     |     |     |     |     |     |     |     |     |
| Unión Cayumba              | 2 - 3                      | Sport Boys                 | De la UNAS                 | 1 de agosto                | 15:00                      |                            |                            |                            |                            |                            |                            |     |     |     |     |     |     |     |     |     |     |     |     |     |     |     |     |     |     |     |     |     |     |     |     |     |     |     |     |
| Clasifica: Sport Boys      |                            |                            |                            |                            |                            |                            |                            |                            |                            |                            |                            |     |     |     |     |     |     |     |     |     |     |     |     |     |     |     |     |     |     |     |     |     |     |     |     |     |     |     |     |

| Nuevo Horizonte - Cultural Tarapacá | Nuevo Horizonte - Cultural Tarapacá | Nuevo Horizonte - Cultural Tarapacá | Nuevo Horizonte - Cultural Tarapacá | Nuevo Horizonte - Cultural Tarapacá | Nuevo Horizonte - Cultural Tarapacá | Nuevo Horizonte - Cultural Tarapacá | Nuevo Horizonte - Cultural Tarapacá | Nuevo Horizonte - Cultural Tarapacá | Nuevo Horizonte - Cultural Tarapacá | Nuevo Horizonte - Cultural Tarapacá | Nuevo Horizonte - Cultural Tarapacá |     |     |     |     |     |     |     |     |     |     |     |     |     |     |     |     |     |     |     |     |     |     |     |     |     |     |     |     |
| Local                               | Resultado                           | Visitante                           | Estadio                             | Fecha                               | Hora                                |                                     |                                     |                                     |                                     |                                     |                                     |     |     |     |     |     |     |     |     |     |     |     |     |     |     |     |     |     |     |     |     |     |     |     |     |     |     |     |     |
| Ida                                 | Ida                                 | Ida                                 | Ida                                 | Ida                                 | Ida                                 | Ida                                 | Ida                                 | Ida                                 | Ida                                 | Ida                                 | Ida                                 | Ida | Ida | Ida | Ida | Ida | Ida | Ida | Ida | Ida | Ida | Ida | Ida | Ida | Ida | Ida | Ida | Ida | Ida | Ida | Ida | Ida | Ida | Ida | Ida | Ida | Ida | Ida | Ida |
| ----------------------------------- | ----------------------------------- | ----------------------------------- | ----------------------------------- | ----------------------------------- | ----------------------------------- | ----------------------------------- | ----------------------------------- | ----------------------------------- | ----------------------------------- | ----------------------------------- | ----------------------------------- | --- | --- | --- | --- | --- | --- | --- | --- | --- | --- | --- | --- | --- | --- | --- | --- | --- | --- | --- | --- | --- | --- | --- | --- | --- | --- | --- | --- |
| Nuevo Horizonte                     | 0 - 3                               | Cultural Tarapacá                   | De Tananta                          | 26 de julio                         | 15:00                               |                                     |                                     |                                     |                                     |                                     |                                     |     |     |     |     |     |     |     |     |     |     |     |     |     |     |     |     |     |     |     |     |     |     |     |     |     |     |     |     |
| Vuelta                              |                                     |                                     |                                     |                                     |                                     |                                     |                                     |                                     |                                     |                                     |                                     |     |     |     |     |     |     |     |     |     |     |     |     |     |     |     |     |     |     |     |     |     |     |     |     |     |     |     |     |
| Cultural Tarapacá                   | 9 - 0                               | Nuevo Horizonte                     | Heraclio Tapia                      | 2 de agosto                         | 13:00                               |                                     |                                     |                                     |                                     |                                     |                                     |     |     |     |     |     |     |     |     |     |     |     |     |     |     |     |     |     |     |     |     |     |     |     |     |     |     |     |     |
| Clasifica: Cultural Tarapacá        |                                     |                                     |                                     |                                     |                                     |                                     |                                     |                                     |                                     |                                     |                                     |     |     |     |     |     |     |     |     |     |     |     |     |     |     |     |     |     |     |     |     |     |     |     |     |     |     |     |     |

| Real Espino - Alianza Ayancocha | Real Espino - Alianza Ayancocha | Real Espino - Alianza Ayancocha | Real Espino - Alianza Ayancocha | Real Espino - Alianza Ayancocha | Real Espino - Alianza Ayancocha | Real Espino - Alianza Ayancocha | Real Espino - Alianza Ayancocha | Real Espino - Alianza Ayancocha | Real Espino - Alianza Ayancocha | Real Espino - Alianza Ayancocha | Real Espino - Alianza Ayancocha |     |     |     |     |     |     |     |     |     |     |     |     |     |     |     |     |     |     |     |     |     |     |     |     |     |     |     |     |
| Local                           | Resultado                       | Visitante                       | Estadio                         | Fecha                           | Hora                            |                                 |                                 |                                 |                                 |                                 |                                 |     |     |     |     |     |     |     |     |     |     |     |     |     |     |     |     |     |     |     |     |     |     |     |     |     |     |     |     |
| Ida                             | Ida                             | Ida                             | Ida                             | Ida                             | Ida                             | Ida                             | Ida                             | Ida                             | Ida                             | Ida                             | Ida                             | Ida | Ida | Ida | Ida | Ida | Ida | Ida | Ida | Ida | Ida | Ida | Ida | Ida | Ida | Ida | Ida | Ida | Ida | Ida | Ida | Ida | Ida | Ida | Ida | Ida | Ida | Ida | Ida |
| ------------------------------- | ------------------------------- | ------------------------------- | ------------------------------- | ------------------------------- | ------------------------------- | ------------------------------- | ------------------------------- | ------------------------------- | ------------------------------- | ------------------------------- | ------------------------------- | --- | --- | --- | --- | --- | --- | --- | --- | --- | --- | --- | --- | --- | --- | --- | --- | --- | --- | --- | --- | --- | --- | --- | --- | --- | --- | --- | --- |
| Real Espino                     | 3 - 1                           | Alianza Ayancocha               | Municipal de Cachicoto          | 26 de julio                     | 14:00                           |                                 |                                 |                                 |                                 |                                 |                                 |     |     |     |     |     |     |     |     |     |     |     |     |     |     |     |     |     |     |     |     |     |     |     |     |     |     |     |     |
| Vuelta                          |                                 |                                 |                                 |                                 |                                 |                                 |                                 |                                 |                                 |                                 |                                 |     |     |     |     |     |     |     |     |     |     |     |     |     |     |     |     |     |     |     |     |     |     |     |     |     |     |     |     |
| Alianza Ayancocha               | 0 - 2                           | Real Espino                     | Municipal de Ambo               | 2 de agosto                     | 15:00                           |                                 |                                 |                                 |                                 |                                 |                                 |     |     |     |     |     |     |     |     |     |     |     |     |     |     |     |     |     |     |     |     |     |     |     |     |     |     |     |     |
| Clasifica: Real Espino          |                                 |                                 |                                 |                                 |                                 |                                 |                                 |                                 |                                 |                                 |                                 |     |     |     |     |     |     |     |     |     |     |     |     |     |     |     |     |     |     |     |     |     |     |     |     |     |     |     |     |

## Tercera Fase
Consta de dos grupos (A y B) el A con tres equipos y el B con dos, se juega a dos partidos (ida y vuelta) y se valida la regla del gol de visitante.

### Clasificados
Los vencedores de las llaves de Segunda Fase.
| Provincia     | Club               | Estadio                |
| ------------- | ------------------ | ---------------------- |
| Leoncio Prado | Mariano Santos     | De la UNAS             |
| Huamalíes     | Cadech de Chinchay | De Chavín de Pariarca  |
| Tocache       | Sport Boys         | De Tocache             |
| Huánuco       | Cultural Tarapacá  | Heraclio Tapia         |
| Huamalíes     | Real Espino        | Municipal de Cachicoto |

### Grupo A
| Cultural Tarapacá - Cadech de Chinchay | Cultural Tarapacá - Cadech de Chinchay | Cultural Tarapacá - Cadech de Chinchay | Cultural Tarapacá - Cadech de Chinchay | Cultural Tarapacá - Cadech de Chinchay | Cultural Tarapacá - Cadech de Chinchay | Cultural Tarapacá - Cadech de Chinchay | Cultural Tarapacá - Cadech de Chinchay | Cultural Tarapacá - Cadech de Chinchay | Cultural Tarapacá - Cadech de Chinchay | Cultural Tarapacá - Cadech de Chinchay | Cultural Tarapacá - Cadech de Chinchay |     |     |     |     |     |     |     |     |     |     |     |     |     |     |     |     |     |     |     |     |     |     |     |     |     |     |     |     |
| Local                                  | Resultado                              | Visitante                              | Estadio                                | Fecha                                  | Hora                                   |                                        |                                        |                                        |                                        |                                        |                                        |     |     |     |     |     |     |     |     |     |     |     |     |     |     |     |     |     |     |     |     |     |     |     |     |     |     |     |     |
| Ida                                    | Ida                                    | Ida                                    | Ida                                    | Ida                                    | Ida                                    | Ida                                    | Ida                                    | Ida                                    | Ida                                    | Ida                                    | Ida                                    | Ida | Ida | Ida | Ida | Ida | Ida | Ida | Ida | Ida | Ida | Ida | Ida | Ida | Ida | Ida | Ida | Ida | Ida | Ida | Ida | Ida | Ida | Ida | Ida | Ida | Ida | Ida | Ida |
| -------------------------------------- | -------------------------------------- | -------------------------------------- | -------------------------------------- | -------------------------------------- | -------------------------------------- | -------------------------------------- | -------------------------------------- | -------------------------------------- | -------------------------------------- | -------------------------------------- | -------------------------------------- | --- | --- | --- | --- | --- | --- | --- | --- | --- | --- | --- | --- | --- | --- | --- | --- | --- | --- | --- | --- | --- | --- | --- | --- | --- | --- | --- | --- |
| Cultural Tarapacá                      | 1 - 0                                  | Cadech de Chinchay                     | Heraclio Tapia                         | 8 de agosto                            | 13:30                                  |                                        |                                        |                                        |                                        |                                        |                                        |     |     |     |     |     |     |     |     |     |     |     |     |     |     |     |     |     |     |     |     |     |     |     |     |     |     |     |     |
| Vuelta                                 |                                        |                                        |                                        |                                        |                                        |                                        |                                        |                                        |                                        |                                        |                                        |     |     |     |     |     |     |     |     |     |     |     |     |     |     |     |     |     |     |     |     |     |     |     |     |     |     |     |     |
| Cadech de Chinchay                     | 2 - 1                                  | Cultural Tarapacá                      | Municipal de Ambo                      | 16 de agosto                           |                                        |                                        |                                        |                                        |                                        |                                        |                                        |     |     |     |     |     |     |     |     |     |     |     |     |     |     |     |     |     |     |     |     |     |     |     |     |     |     |     |     |
| Clasifica: Cultural Tarapacá           |                                        |                                        |                                        |                                        |                                        |                                        |                                        |                                        |                                        |                                        |                                        |     |     |     |     |     |     |     |     |     |     |     |     |     |     |     |     |     |     |     |     |     |     |     |     |     |     |     |     |

| Mariano Santos - Cultural Tarapacá                                            | Mariano Santos - Cultural Tarapacá | Mariano Santos - Cultural Tarapacá | Mariano Santos - Cultural Tarapacá | Mariano Santos - Cultural Tarapacá | Mariano Santos - Cultural Tarapacá | Mariano Santos - Cultural Tarapacá | Mariano Santos - Cultural Tarapacá | Mariano Santos - Cultural Tarapacá | Mariano Santos - Cultural Tarapacá | Mariano Santos - Cultural Tarapacá | Mariano Santos - Cultural Tarapacá |     |     |     |     |     |     |     |     |     |     |     |     |     |     |     |     |     |     |     |     |     |     |     |     |     |     |     |     |
| Local                                                                         | Resultado                          | Visitante                          | Estadio                            | Fecha                              | Hora                               |                                    |                                    |                                    |                                    |                                    |                                    |     |     |     |     |     |     |     |     |     |     |     |     |     |     |     |     |     |     |     |     |     |     |     |     |     |     |     |     |
| Ida                                                                           | Ida                                | Ida                                | Ida                                | Ida                                | Ida                                | Ida                                | Ida                                | Ida                                | Ida                                | Ida                                | Ida                                | Ida | Ida | Ida | Ida | Ida | Ida | Ida | Ida | Ida | Ida | Ida | Ida | Ida | Ida | Ida | Ida | Ida | Ida | Ida | Ida | Ida | Ida | Ida | Ida | Ida | Ida | Ida | Ida |
| ----------------------------------------------------------------------------- | ---------------------------------- | ---------------------------------- | ---------------------------------- | ---------------------------------- | ---------------------------------- | ---------------------------------- | ---------------------------------- | ---------------------------------- | ---------------------------------- | ---------------------------------- | ---------------------------------- | --- | --- | --- | --- | --- | --- | --- | --- | --- | --- | --- | --- | --- | --- | --- | --- | --- | --- | --- | --- | --- | --- | --- | --- | --- | --- | --- | --- |
| Mariano Santos                                                                | 0 - 1                              | Cultural Tarapacá                  | CD De La UNAS                      | 23 de agosto                       | 15:00                              |                                    |                                    |                                    |                                    |                                    |                                    |     |     |     |     |     |     |     |     |     |     |     |     |     |     |     |     |     |     |     |     |     |     |     |     |     |     |     |     |
| Vuelta                                                                        |                                    |                                    |                                    |                                    |                                    |                                    |                                    |                                    |                                    |                                    |                                    |     |     |     |     |     |     |     |     |     |     |     |     |     |     |     |     |     |     |     |     |     |     |     |     |     |     |     |     |
| Cultural Tarapacá                                                             | 1 - 2                              | Mariano Santos                     | Estadio Heraclio Tapia             | 29 de agosto                       | 13:00                              |                                    |                                    |                                    |                                    |                                    |                                    |     |     |     |     |     |     |     |     |     |     |     |     |     |     |     |     |     |     |     |     |     |     |     |     |     |     |     |     |
| Clasifica a Final Departamental y Etapa Nacional-Primera Fase: Mariano Santos |                                    |                                    |                                    |                                    |                                    |                                    |                                    |                                    |                                    |                                    |                                    |     |     |     |     |     |     |     |     |     |     |     |     |     |     |     |     |     |     |     |     |     |     |     |     |     |     |     |     |

### Grupo B
| Real Espino - Sport Boys                                                  | Real Espino - Sport Boys | Real Espino - Sport Boys | Real Espino - Sport Boys | Real Espino - Sport Boys | Real Espino - Sport Boys | Real Espino - Sport Boys | Real Espino - Sport Boys | Real Espino - Sport Boys | Real Espino - Sport Boys | Real Espino - Sport Boys | Real Espino - Sport Boys |     |     |     |     |     |     |     |     |     |     |     |     |     |     |     |     |     |     |     |     |     |     |     |     |     |     |     |     |
| Local                                                                     | Resultado                | Visitante                | Estadio                  | Fecha                    | Hora                     |                          |                          |                          |                          |                          |                          |     |     |     |     |     |     |     |     |     |     |     |     |     |     |     |     |     |     |     |     |     |     |     |     |     |     |     |     |
| Ida                                                                       | Ida                      | Ida                      | Ida                      | Ida                      | Ida                      | Ida                      | Ida                      | Ida                      | Ida                      | Ida                      | Ida                      | Ida | Ida | Ida | Ida | Ida | Ida | Ida | Ida | Ida | Ida | Ida | Ida | Ida | Ida | Ida | Ida | Ida | Ida | Ida | Ida | Ida | Ida | Ida | Ida | Ida | Ida | Ida | Ida |
| ------------------------------------------------------------------------- | ------------------------ | ------------------------ | ------------------------ | ------------------------ | ------------------------ | ------------------------ | ------------------------ | ------------------------ | ------------------------ | ------------------------ | ------------------------ | --- | --- | --- | --- | --- | --- | --- | --- | --- | --- | --- | --- | --- | --- | --- | --- | --- | --- | --- | --- | --- | --- | --- | --- | --- | --- | --- | --- |
| Real Espino                                                               | 5 - 3                    | Sport Boys               | Municipal de Cachicoto   |                          | 15:00                    |                          |                          |                          |                          |                          |                          |     |     |     |     |     |     |     |     |     |     |     |     |     |     |     |     |     |     |     |     |     |     |     |     |     |     |     |     |
| Vuelta                                                                    |                          |                          |                          |                          |                          |                          |                          |                          |                          |                          |                          |     |     |     |     |     |     |     |     |     |     |     |     |     |     |     |     |     |     |     |     |     |     |     |     |     |     |     |     |
| Sport Boys                                                                | 4 - 0                    | Real Espino              | Municipal de Tocache     | 16 de agosto             |                          |                          |                          |                          |                          |                          |                          |     |     |     |     |     |     |     |     |     |     |     |     |     |     |     |     |     |     |     |     |     |     |     |     |     |     |     |     |
| Clasifica a Final Departamental y Etapa Nacional-Primera Fase: Sport Boys |                          |                          |                          |                          |                          |                          |                          |                          |                          |                          |                          |     |     |     |     |     |     |     |     |     |     |     |     |     |     |     |     |     |     |     |     |     |     |     |     |     |     |     |     |

## Final Departamental
Los vencedores de los grupos de Tercera Fase definen al Campeón y subcampeón Departamental, ambos clasificados a Etapa Nacional-Primera Fase.

### Clasificados a Etapa Nacional-Primera Fase
Los vencedores de los grupos de Tercera Fase.
| Provincia     | Club           | Grupo | Estadio              |
| ------------- | -------------- | ----- | -------------------- |
| Leoncio Prado | Mariano Santos | A     | CD de la UNAS        |
| Tocache       | Sport Boys     | B     | Municipal de Tocache |

| Mariano Santos | 3 - 2 | Sport Boys | Municipal de Tocache | 6 de septiembre | 15:00 |

|                         |
| Campeón                 |
| Mariano Santos º título |